# 大坪砂男
大坪 砂男（おおつぼ すなお、1904年2月1日 - 1965年1月12日）は、日本の探偵小説作家。本名和田 六郎。筆名はE・T・A・ホフマンの「砂男」に由来する。1951年に大坪 沙男と改名したが、53年に再び砂男に戻した。
江戸川乱歩が「戦後派五人男」と呼んだ探偵作家5人のうちの1人。作品はすべて短篇である。

## 来歴
日本における鉱物学の先駆者である和田維四郎（東京帝国大学教授、八幡製鉄所長官、貴族院議員）の三男（姉妹を含めて六番目の子）。
東京市牛込区（現在の東京都新宿区）市谷薬王寺町に生まれる。東京府立第四中学校から東京薬学専門学校（現在の東京薬科大学）を卒業。このときの同級生に映画評論家の岩崎昶がいた。
同校を卒業後、たまたま知り合った谷崎潤一郎が兵庫県武庫郡本山村（現在の神戸市東灘区岡本）に居住していたため、そこを訪ねて住み込みの書生となる。このとき谷崎夫人（のち佐藤春夫夫人。心理学者佐藤方哉の母）千代と密通。『蓼喰ふ虫』の阿曾のモデルとなる。小谷野敦は「千代が和田の子を妊娠していたのを（谷崎が - 引用者註） 中絶させたのではないか」と推測している。
その後、陶工を志したり、株に手を出したりした後、警視庁の吏員として鑑識課に勤務し、8年間在職する。1932年には玉ノ井バラバラ事件を担当した。このとき上司の妻と恋仲になり、そのことが原因で退職したと伝えられる。のち画商に転ずるも、不注意で贋作を販売した責任を取って廃業し、長野県南佐久郡野沢町（現在の佐久市）に疎開、ここで終戦を迎える。
戦後の預金封鎖で一般の生活費は月500円と決められていた時期、自由業者の場合は別に500円が追加されることを知る。美術商時代の知人の佐藤春夫が佐久に疎開していた縁で佐藤に頼んで弟子の証明を受ける。これ以後、佐藤に師事。
1948年、一人の偏執狂が些細な理由から殺人を行うまでを飛躍に富んだ文章で描いた「天狗」を、佐藤の推薦で『宝石』誌に発表。これが代表作となる。山田風太郎、高木彬光、島田一男、香山滋と共に、江戸川乱歩から「探偵小説界の戦後派五人男」と呼ばれた。1950年、「私刑（リンチ）」等で探偵作家クラブ賞（現在の日本推理作家協会賞）短篇賞受賞。同年、初の作品集『私刑（リンチ）』（岩谷選書）が刊行された。しかし、日本探偵作家クラブ（現在の日本推理作家協会）の幹事長時代に運営資金を使い込み、退会。また寡作ゆえに貧困に苦しみ、晩年は柴田錬三郎のアイデアマンに身をやつした。
1962年、ショートショート「天来の着想」を『サンデー毎日特別号』に発表。これが大坪砂男名義で発表した最後の作品になった。1965年、肝硬変と胃癌で死去。
門人に都筑道夫がいる。

## 家族・親族
息子に俳優、声優、劇作家の和田周、孫に小説家、脚本家の虚淵玄がいる。
- 父：和田維四郎（鉱物学者・政治家）
- 子：和田周（俳優・劇作家）
- 子の妻：瀬畑奈津子（声優）
- 孫：虚淵玄（脚本家）

## 著書

### 作品集
- 『私刑』（岩谷書店） 1950年
- 『閑雅な殺人』（東方社） 1955年
- 『愉快な悪人』（桃源社、推理小説名作文庫） 1958年
- 『天狗』（国書刊行会、探偵クラブ） 1993年

### 個人全集
- 「大坪砂男全集」全2巻（澁澤龍彦・都筑道夫編、薔薇十字社） 1972年、のち出帆社 1976年
- 「大坪砂男全集」全4巻（日下三蔵編、東京創元社、創元推理文庫） 2013年
  1. 『大坪砂男全集1 立春大吉（本格推理篇）』 2013年1月
  2. 『大坪砂男全集2 天狗（奇想篇・時代篇）』 2013年3月
  3. 『大坪砂男全集3 私刑（サスペンス篇）』 2013年5月
  4. 『大坪砂男全集4 零人（幻想小説篇・コント篇・SF篇）』 2013年7月